# Франкфурт, Александр Израилевич
Александр Израилевич Франкфурт (1904, Сатанов, Проскуровский уезд, Подольская губерния — 1977) — доктор медицинских наук (1954). Профессор.

## Биография
Старший брат доктора медицинских наук Моисея Франкфурта.
В 1940 году издал в Киеве книгу «Гепаторенальной синдром», в которой рассмотрел острое поражение почек в сочетании с поражением печени.
Полковник медицинской службы. Участник Великой Отечественной войны.
После войны не мог получить работу в Киеве. Работал в Саратовском медицинском институте на военно-медицинском факультете, созданном в 1951 году , был заведующим кафедрой военно-полевой терапии. 1954 года в Саратове защитил докторскую диссертацию «Состояние печени при заболевании почек».
В 1959—1970 годах Александр Франкфурт заведовал кафедрой пропедевтики внутренних болезней Витебского медицинского института (ныне Витебский государственный ордена Дружбы народов медицинский университет). В 1960 году на кафедре была основана аспирантура, которая дала новый толчок в развитии научной школы профессора Франкфурта в клинике пропедевтики внутренних болезней. Первыми аспирантами были Соловьева, Матвеева, Дозорный, Федоров, Волосевич, Гурина, Окороков, Гейман. Все они успешно защитили диссертации на соискание ученой степени кандидата медицинских наук.
Умер от сердечной недостаточности.